# Kathy Westmoreland
Kathy Westmoreland, eigentlich Kathleen Westmoreland (* 10. August 1945 in Texarkana, Arkansas), ist eine ehemalige US-amerikanische Sopranistin, die als Backgroundsängerin zwischen August 1970 und August 1977 zur festen Besetzung der Begleitband von Elvis Presley gehörte. Sie ist eine entfernte Verwandte des Generals William Westmoreland.

## Leben

### Kindheit und Jugend
Ihre ersten Jahre verbrachte Kathy Westmoreland in ihrer Geburtsstadt Texarkana, bis die Familie 1952 nach Abilene in Texas zog, wo sie aufwuchs und die Abilene High School besuchte. 1962 folgte der Umzug nach Kalifornien, wo sie in ihrem letzten Schuljahr 1962/63 die Garden Grove High School in Los Angeles besuchte und in dieselbe Klasse ging wie der vier Tage jüngere Steve Martin, mit dem sie sich anfreundete und gemeinsam im Bird Cage Theatre auftrat. Zwischen 1963 und 1970 arbeitete sie mit verschiedenen Künstlern, bis Elvis Presley auf sie aufmerksam wurde und sie engagierte.

### Elvis Presley
Sie stieß am 22. August 1970, unmittelbar nachdem die Dokumentation Elvis – That’s the Way It Is abgedreht war, zu Elvis und blieb bis zu seinem Tode am 16. August 1977 in seinem Musikerstab. Die nur 1,56 Meter große Backgroundsängerin mit der hohen Stimme wurde von Elvis in seinen Shows als „the little girl with the beautiful high voice“ vorgestellt.
Elvis empfand eine große Zuneigung für Kathy, und zwischen beiden bestand eine starke seelische Verbindung, die über die berufliche Beziehung hinausging. Sie hatten viele gemeinsame Interessen und liebten den Gedankenaustausch.
Auf Presleys Beerdigung sang Kathy Westmoreland das Lied My Heavenly Father Watches Over Me. 1978 nahm sie You Were the Music zu Ehren Elvis Presleys auf. Beide Lieder sind auf einer von ihr publizierten CD enthalten.

### Die 1980er Jahre
1982 war Kathy Westmoreland in einen schweren Autounfall verwickelt, bei dem sie sich mehrere Verletzungen zuzog, die sie zu einer längeren beruflichen Pause zwangen. Über weite Strecken der 1980er Jahre trat sie als Sängerin auf, wobei sie stets auch einige Elvis-Lieder im Programm hatte. Um 1984 heiratete sie und bekam etwa neun Monate später ihre Tochter Lindsey. Die Ehe wurde nach zehn Jahren geschieden. Ferner kam 1987 das von Kathy Westmoreland verfasste Buch Elvis and Kathy heraus, das längst ausverkauft ist und bei Amazon und eBay drei- bis vierstellige Beträge erzielt.

## Filmografie (Auswahl)
- 1972: Elvis On Tour (Musikdokumentation)
- 1973: Aloha from Hawaii (Musikdokumentation)
- 1977: Elvis in Concert (Musikdokumentation)